# Štefan Kemperle
Štefan Kemperle, slovenski rimskokatoliški duhovnik in nabožni pisatelj, * 1729, Hudajužna, † 23. oktober 1789, Gorica.

## Življenje in delo
Rodil se je najbrž okoli leta 1729 v Hudajužni. Oče Jožef je bil leta 1751 »civis Goritiensis« (goriški meščan), a v goriških matičnih knjigah ni Štefanovega, kakor tudi ne bratovega vpisa, zato je verjetno, da se je družina preselila v Gorico po njunem rojstvu. Gimnazijo je končal v jezuitskem kolegiju v Gorici, nato je 2 leti študiral moralno teologijo na goriškem liceju in 4 leta kanonsko pravo. V mašnika je bil posvečen 22. septembra 1753. Kot kaplan je služboval v Kamniku (1754-1756) in Šempetru pri Gorici (1757-1761), bil nato župnik in dekan v Komnu (1762-1771) in v Ločniku (1771-1789) pri Gorici. Ko je težko zbolel se je umaknil k bratu v Gorico in tam umrl. Pokopan je v Ločniku.
V župniji Ločnik, ki je bila narodno mešana, njeni sestavni deli pa so bile skoraj vse krščanske cerkve v Brdih, je Kemperle pridigal v slovenščini in furlanščini. Da bi sebi in slovenskim sobratom pomagal pri dušno pastirskem delu je pričel v slovenščino prevajati evangelije in sestavljati večjezični slovarček (od črke P do Ž). Rokopis na 34 tesno popisanih polah prinaša prevod evangelijev sv. Mateja, sv. Marka in delno (do 16. poglavja) sv. Luke z razlago kaj je Nova zaveza, kaj Stara zaveza in kaj evangelij, nato pa navaja vseh 27 knjig nove zaveze. V slovarju Kemperle navaja, »kako se vsaki réči, ki mu je bila pri tem prevodu potrebna, a) po kranjsko, b) po koroško, c) po slovensko in d) po hrvaško pravi«.